# Кікн (син Ареса)

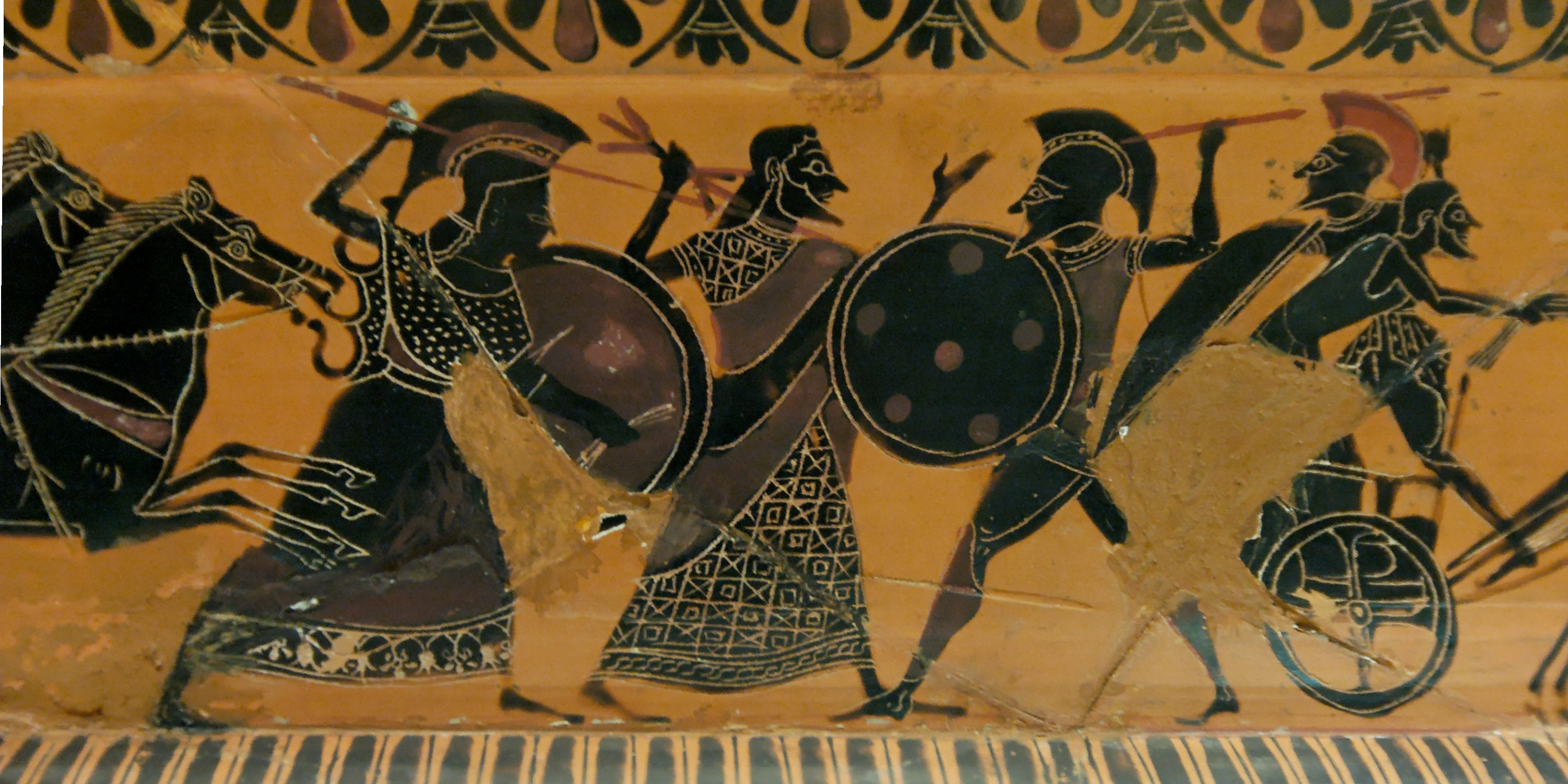
Кікн (праворуч) тікає від Геракла (Зевс у центрі та Афіна — ліворуч)

Кікн (грец. Κύκνος) — син Ареса й Пелопії (або Пірени).
Грабував і вбивав подорожніх у Фессалії. За велінням Аполлона, незважаючи на протидію Ареса, Кікна вбив Геракл.